# Tunnbröd

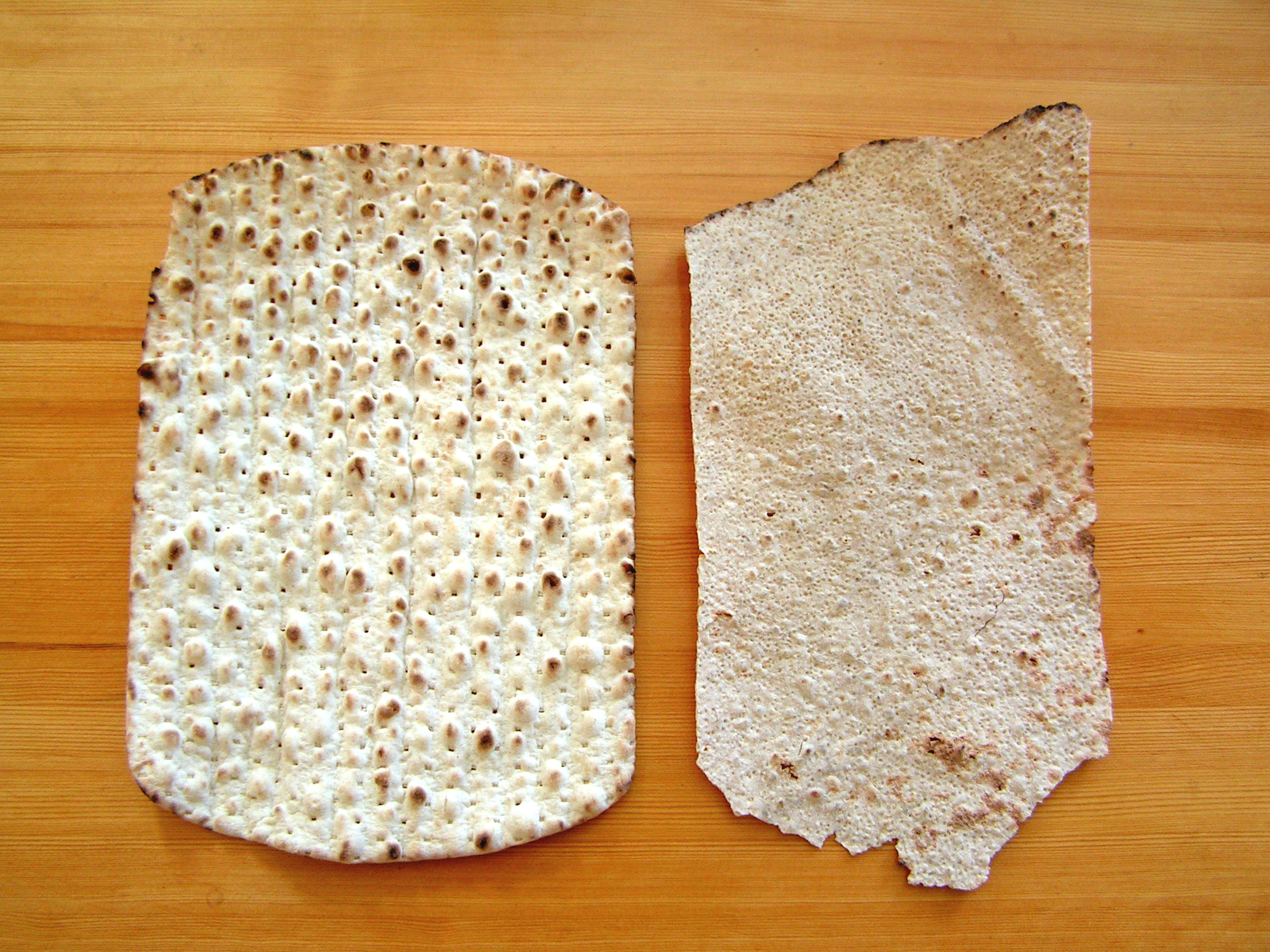
Zwei Sorten Tunnbröd

Tunnbröd (Dünnbrot) ist ein aus Weizenmehl, regional auch aus Roggen- oder Gerstenmehl bestehendes Fladenbrot aus Norrland, dem nördlichen Teil Schwedens.
Im Gegensatz zu Knäckebrot ist es flacher und kompakter, also weniger porös.
Das ursprüngliche Rezept besteht nur aus Wasser, geschmolzener Butter, Weizenmehl und Salz.
Als Treibmittel können Hefe oder Hirschhornsalz eingesetzt werden. Der Teig wird mit einem genoppten Nudelholz so dünn wie möglich ausgebreitet und erhält dabei eine recht raue Oberfläche. Danach wird er zu weichem oder hartem Brot gebacken.
Das Brot gilt als unentbehrliche Beilage zu Surströmming, wird aber auch zu anderen Speisen verwendet. In Imbissbuden wird zum Beispiel die so genannte tunnbrödsrulle (Dünnbrotrolle) angeboten. Dabei werden ein paar Löffel Kartoffelpüree auf einen Brotfladen gegeben, darauf kommt Brathering oder ein oder zwei Würstchen und das Ganze wird mit Senf, Ketchup, eventuell Garnelensalat oder saurem Gurkensalat (Bostongurka) garniert. Zum Schluss rollt man den Brotfladen samt Inhalt zusammen, so dass er leicht transportiert werden kann.
Bekannt ist auch das Gericht „Bryta“, wobei hartes Dünnbrot in einen tiefen Teller gekrümelt und dann mit Milch und Marmelade gegessen wird.